# ポーラ・ブランカーティ
ポーラ・ブランカーティ（Paula Brancati、1989年6月6日-）はカナダの女優。

## 経歴

### 生い立ち
1989年6月6日カナダのオンタリオ州ソーンヒルで生まれる。地域の芸術のプログラムに出席聖エリザベスカトリック高校、キャラシアター団に師事している。1999年にテレビ番組の「Ricky’s Room」で子役としてデビュー。それ以後多数のテレビシリーズの『ビーイングエリカ』、『スラッシャー』などに重役で出演している。
また、いくつかの劇場クレジットを持っており、2つのドラ賞にノミネートされている。 
2016年、ブランカティはトロントのミュージカルマチルダでＭs.ハニーを演じた。

### フィルモグラフィー

#### 映画
| Painkiller Jane |

| Cow Belles |

| People Hold On |

| Nobody's Home |

| Onto Us |

| John and Annie |

#### テレビ番組
| Veritas: The Quest |

| Young Hayley |

| Cally Stone |

| Melissa |

| Angela's Eyes |

| Natalie Young |

| Life with Derek |

| ジェニー・ザレン |

| "Semen Gate" |

| Murdoch Mysteries |

| What Would Sal Do? |

| Celeste |